# 丘拉斯山
10°40′08″S 77°04′51″W / 10.66889°S 77.08083°W
丘拉斯山（Ch'ura），是秘魯的山峰，位於該國中南部利馬大區，由戈爾戈爾區和安巴爾區負責管轄，屬於安地斯山脈的一部分，海拔高度5,084米。